# Jules Keita
Abdoulaye Jules Keita (Conakry, 20 luglio 1998) è un calciatore guineano, attaccante del Kaloum Star.

## Caratteristiche tecniche
Ala ambidestra molto rapida e veloce, abile nel dribbling e con un ottimo controllo di palla, è dotato di una buona visione di gioco. Per le sue caratteristiche è stato paragonato a Neymar.

## Carriera

### Club
Cresciuto nella squadra guineana dell'Atouga, nel 2016 viene tesserato dal Bastia. Rimasto svincolato dopo la retrocessione dei corsi, fa ritorno a Conakry, dove per molti mesi si allena per strada, prima di essere contattato dal Digione, con cui il 12 luglio 2018 firma un triennale. L'11 agosto ha esordito in Ligue 1, in occasione della vittoria esterna contro il Montpellier, sostituendo al 79º minuto Júlio Tavares. Il 25 agosto segna le prime reti da professionista, realizzando una doppietta da subentrato nella partita vinta per 0-4 contro il Nizza.
Il 2 settembre 2019 viene ceduto a titolo definitivo al Lens, con cui firma un quadriennale; poco utilizzato dal club giallorosso, il 20 luglio 2020 si trasferisce in prestito al CSKA Sofia.

### Nazionale
Nel 2017 ha partecipato con la nazionale Under-20 guineana al Mondiale di categoria in Corea del Sud, in cui la selezione africana è stata eliminata nel primo turno della manifestazione.

## Statistiche

### Presenze e reti nei club
Statistiche aggiornate al 26 luglio 2020.
| Stagione        | Squadra         | Campionato      | Campionato | Campionato | Coppe nazionali | Coppe nazionali | Coppe nazionali | Coppe continentali | Coppe continentali | Coppe continentali | Altre coppe | Altre coppe | Altre coppe | Totale | Totale | Totale |
| Stagione        | Squadra         | Comp            | Pres       | Reti       | Comp            | Pres            | Reti            | Comp               | Pres               | Reti               | Comp        | Pres        | Reti        | Pres   | Reti   |        |
| --------------- | --------------- | --------------- | ---------- | ---------- | --------------- | --------------- | --------------- | ------------------ | ------------------ | ------------------ | ----------- | ----------- | ----------- | ------ | ------ | ------ |
| 2018-2019       | Digione         | L1              | 17         | 2          | CF+CdL          | 4+0             | 1+0             | -                  | -                  | -                  | -           | -           | -           | 21     | 3      |        |
| ago.-sett. 2019 | Digione         | L1              | 3          | 0          | CF+CdL          | -               | -               | -                  | -                  | -                  | -           | -           | -           | 3      | 0      |        |
| Totale Digione  | Totale Digione  | Totale Digione  | 20         | 2          |                 | 4               | 1               |                    | -                  | -                  |             | -           | -           | 24     | 3      |        |
| sett. 2019-2020 | Lens            | L2              | 4          | 0          | CF+CdL          | 1+1             | 2+0             | -                  | -                  | -                  | -           | -           | -           | 6      | 2      |        |
| 2020-2021       | CSKA Sofia      | A-PFG           | 10         | 1          | CB              | 0               | 0               | UEL                | 6                  | 1                  | -           | -           | -           | 16     | 2      |        |
| Totale carriera | Totale carriera | Totale carriera | 34         | 3          |                 | 6               | 3               |                    | 6                  | 1                  |             | -           | -           | 46     | 7      |        |